# Juan José de Jesús Yas
Juan José de Jesús Yas, nacido Kohei Yasu (Fujisawa, Japón, 1 de julio de 1856 - Antigua Guatemala, Guatemala, 29 de noviembre de 1917) fue un fotógrafo japonés que radicó en Antigua Guatemala y documentó esa ciudad guatemalteca a finales del siglo xix.

## Reseña biográfica

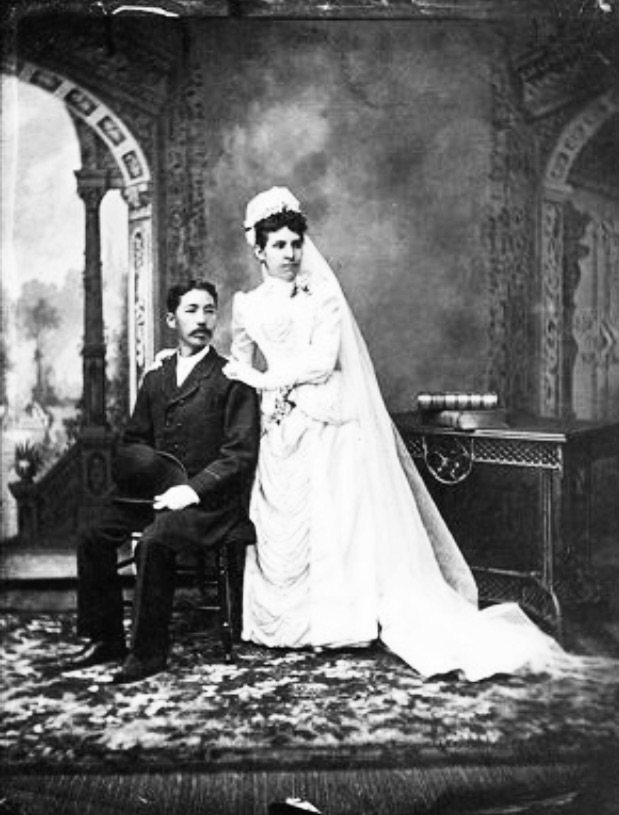
Yas y su esposa el día de su boda.

Llegó a Guatemala como traductor del célebre astrónomo mexicano Covarrubías y le gustó tanto el tema de la fotografía, que fue alumno del fotógrafo alemán Herbrugger.
Desarrolló trayectoria fotográfica principalmente en Antigua Guatemala, donde abrazó la fe católica y fue bautizado como Juan José de Jesús Yas. Estableció su propio estudio, «Fotografía Japonesa», en la Ciudad de Guatemala en 1890. Poco después, se trasladó a Antigua, donde abrió un nuevo estudio de retrato. Su pasión fue fotografiar el clero, las iglesias y objetos rituales. Se casó con la guatemalteca María Noriega en 1891.

## Muerte
Falleció en Antigua Guatemala en el 29 de noviembre de 1917.

## Legado
Al fallecer, y posteriormente lectura de su testamento, se indicaba en el presente, (redactado en 1911), que su sobrino, José Domingo Noriega, también fotógrafo, iba a heredar su estudio. Noriega trasladó el estudio de su tío abuelo, a la Ciudad de Guatemala. Y está actualmente desaparecido el estudio Fotografía Japonesa, pero todo el material es Tesoro Nacional de Guatemala.
Sus archivos se encuentran en el Centro de Investigaciones Regionales de Mesoamérica, CIRMA, en La Antigua Guatemala. Para ver su archivo fotográfico siga el siguiente enlace: http://cirma.org.gt/glifos/index.php?title=ISADG:GT-CIRMA-FG-005; y su archivo documental http://cirma.org.gt/glifos/index.php/ISADG:GT-CIRMA-AH-050